# Berg-Leinblatt
Das Berg-Leinblatt (Thesium bavarum), auch Bayrisches Vermeinkraut oder Bayrisches Leinblatt genannt, ist eine Pflanzenart aus der Gattung Leinblätter (Thesium) innerhalb der Familie der Sandelholzgewächse (Santalaceae).

## Beschreibung

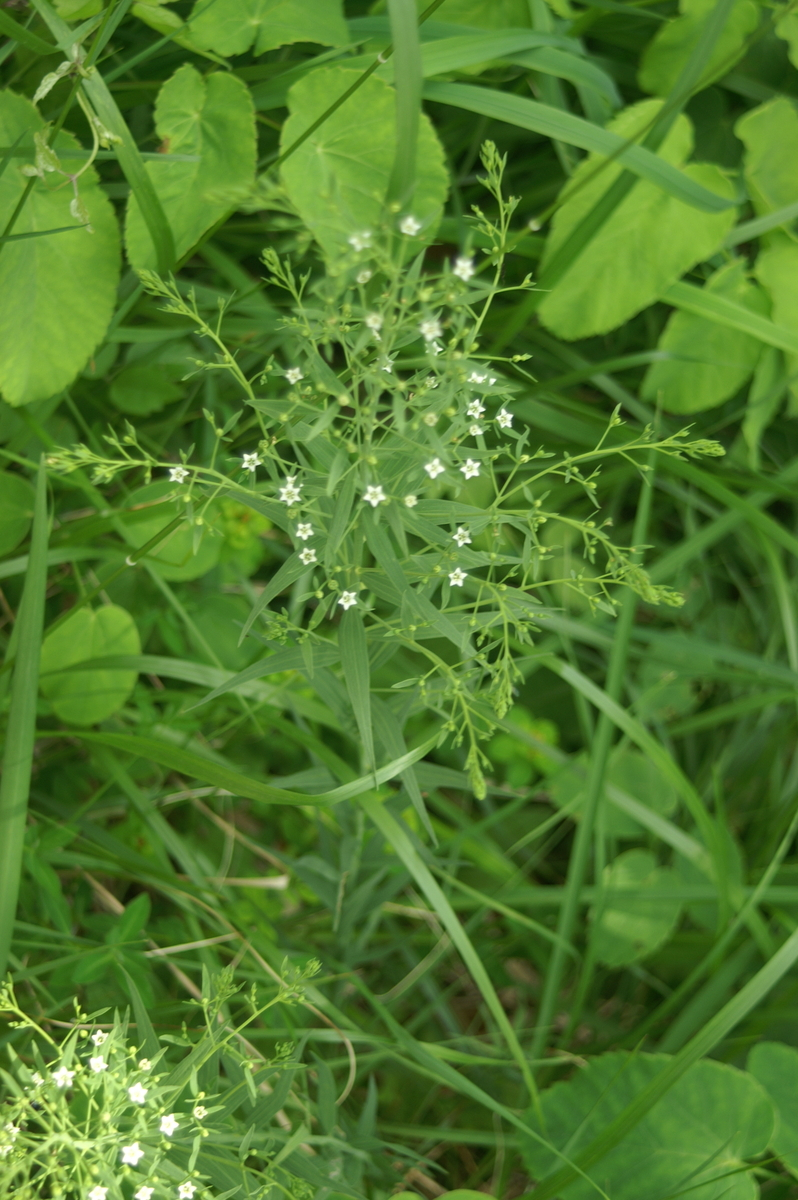
Blütenstand

### Vegetative Merkmale
Das Berg-Leinblatt ist eine ausdauernde krautige Pflanze, die Wuchshöhen von 30 bis 80 Zentimetern erreicht. Das Berg-Leinblatt bildet keine Stolonen aus, verfügt aber über Wurzelsprossen. Der kantige Stängel ist aufrecht, verzweigt und häufig reich beblättert.
Die blau-grünen, kahlen Laubblätter sind bei einer Länge von 2 und 4 Zentimetern sowie einer Breite von 3 bis 7 Millimetern lanzettförmig, ganzrandig und drei- bis fünfnervig.

### Generative Merkmale
Die Blütezeit reicht von Ende Juni bis Juli. In einem endständigen rispige Gesamtblütenstand befinden sich trugdoldige Teilblütenstände. Die Blüten befinden sich über einem größeren und zwei kleineren Tragblättern. Die Blüten sind unscheinbar und innen von weißer Farbe, mit fünf gekerbten Blütenzipfeln. (Selten sind nur vier Blütenzipfel ausgebildet, jedoch nie an allen Blüten eines Blütenstandes. Überwiegen die vierzipfeligen Blüten an einem Pflanzenexemplar, handelt es sich nicht um Berg-Leinblatt.) Sie stehen rekauleszent, so scheint die Knospe auf die Blattfläche oder den Blattstiel hinaus verschoben zu sein.
Die gestielte Frucht ist bei einer Länge von etwa 4 Millimetern kugelig bis eiförmig und. Zur Fruchtzeit ist die fünfspaltige Blütenhülle durch die tief gespaltenen Zipfel eingerollt und deutlich kürzer als die Frucht.

### Chromosomensatz
Die Chromosomenzahl beträgt x = 6; es liegt Tetraploidie mit einer Chromosomenzahl von 2n = 24 vor.

## Ökologie
Das Berg-Leinblatt ist ein Halbschmarotzer, der seinen Wirtspflanzen Wasser und Nährsalze entzieht. Es scheint allerdings keine besondere Wirtsspezifität zu bestehen. 
Die obersten Blüten im Blütenstand sind häufig auffällig klein. Sie bleiben geschlossen und befruchten sich über Kleistogamie selbst. Die übrigen Blüten werden von Bienen bestäubt. Das gleiche Verhalten legt auch das nahverwandte Niedrige Leinblatt (Thesium dollineri) zu Tage.

## Vorkommen
Das Berg-Leinblatt ist in den Alpen, in Mittel- und Südosteuropa, sowie in Italien zuhause. Außerhalb Europas kommt es nur an zwei Fundorten in Kleinasien vor.
Das Berg-Leinblatt gedeiht meist auf trockenen und kalkreichen, lockeren Lehm- oder Lössböden. Sie wächst meist an Standorten mit warmem Klima und viel Sonne. Oft kommt es an trockenen Gebüschen, in lichten Trockenwäldern oder am Rand davon vor. In den Alpen steigt das Berg-Leinblatt im Unterengadin bis 1750 Meter und bei Afers in Südtirol bis in eine Höhenlage von 1800 Meter auf.
Berg-Leinblatt kommt meist im Verband Geranion sanguinei vor, oft in Gesellschaft mit Hirschwurz-Haarstrang (Peucedanum cervaria) und Blutrotem Storchenschnabel (Geranium sanguineum) im Geranio-Peucedanetum oder im Bupleuro-Laserpitietum. Das Berg-Leinblatt kommt auch in Pflanzengesellschaften der Verbände Erico-Pinion oder Berberidion oder in denen der Ordnung Quercetalia pubescentis vor.
Die ökologischen Zeigerwerte nach Ellenberg sind: Lichtzahl 7 = Halblichtpflanze, Temperaturzahl 6 = Mäßigwärme- bis Wärmezeiger, Kontinentalitätszahl 4 = gemäßigtes Seeklima zeigend, Feuchtezahl 3 = Trockenheitszeiger, Feuchtewechsel = stark wechselnde Feuchte zeigend, Reaktionszahl 8 = Schwachbasen- bis Basen-/Kalkzeiger, Stickstoffzahl 2 = ausgesprochene Stickstoffarmut bis Stickstoffarmut zeigend, Salzzahl 0 = nicht salzertragend, Schwermetallresistenz = nicht schwermetallresistent.
Die ökologischen Zeigerwerte nach Landolt et al. 2010 sind in der Schweiz: Feuchtezahl F = 1+w (trocken aber mäßig wechselnd), Lichtzahl L = 3 (halbschattig), Reaktionszahl R = 4 (neutral bis basisch), Temperaturzahl T = 4+ (warm-kollin), Nährstoffzahl N = 2 (nährstoffarm), Kontinentalitätszahl K = 4 (subkontinental).

## Systematik
Die Erstbeschreibung|Erstveröffentlichung von Thesium bavarum erfolgte 1786 durch Franz von Paula von Schrank in Baiersche Reise, Seite 129. Für manche Autoren ist das Berg-Leinblatt nur eine Unterart des Mittleren Leinblatts (Thesium linophyllon L.) und trägt dann den Namen: Thesium linophyllon subsp. montanum (Schrad.) Čelak.